# Nationalpark Karpaten
Der Nationalpark Karpaten (ukrainisch Карпатський національний природний парк) ist ein Nationalpark in der ukrainischen Oblast Iwano-Frankiwsk.
Der Park wurde am 3. Juni 1980 zum Schutz der Landschaften der Karpaten gegründet. Der Hauptsitz der Parkverwaltung befindet sich in Jaremtsche. Der Karpaten-Nationalpark ist der erste Nationalpark der Ukraine und einer der größten Nationalparks des Landes. Er wird mit 48 gepflegten Wegen (Stand 2012) aktiv für den Tourismus genutzt.

## Geographie
Das Gebiet des Parks verteilt sich auf den Rajon Nadwirna und den Rajon Werchowyna im Südwesten der Oblast Iwano-Frankiwsk an der Grenze zur Oblast Transkarpatien. Die Fläche des Parks beträgt 515,7 Quadratkilometer, von denen 3834 Quadratkilometer die Fläche sind, in der jegliche Wirtschaftstätigkeit verboten ist. Der Park befindet sich im höchsten Teil der ukrainischen Karpaten, an den Osthängen in den Einzugsgebieten des Pruth und des Tscheremosch. Der Pruth entspringt im Park und der höchste Punkt der Ukraine, der Berg Howerla (2061 m), liegt an der Grenze des Parks. Der niedrigste Punkt des Parks liegt auf etwa 500 m Höhe. Der Huk-Wasserfall im Park ist der höchste Einzelfall-Wasserfall in den ukrainischen Karpaten (84 Meter). Es gibt zwei Seen aus der Eiszeit.

## Geschichte
Im Jahr 1921 wurde im höchsten Teil der ukrainischen Karpaten ein Naturschutzgebiet mit einer Fläche von 4,47 Quadratkilometern geschaffen. Im Jahr 1968 wurde es in das neu geschaffene Karpatenreservat eingegliedert. Der Nationalpark Karpaten wurde 1980 durch Erlass des Ministerrates der Ukrainischen Sozialistischen Sowjetrepublik gegründet und umfasst etwa die Hälfte des Gebiets, das zuvor zum Karpaten-Reservat gehörte. Der Park ist eine unabhängige Einheit, die dem Ministerium für Ökologie und natürliche Ressourcen der Ukraine unterstellt ist. Das Gebiet des Karpaten-Nationalparks war historisch von Huzulen bewohnt und beherbergt eine Reihe von Denkmälern der Geschichte und Architektur, darunter historische Holzgebäude.

## Flora und Fauna
Die Landschaft des Parks umfasst Almen und Wälder. Die drei häufigsten Baumarten im Park sind Weißtanne, Rotbuche und Fichte.